# Bartki (powiat olecki)
Bartki (niem. Bartken) – osada w Polsce położona w województwie warmińsko-mazurskim, w powiecie oleckim, w gminie Wieliczki.

## Historia
Wieś lokowana w 1508 roku jako wolna wieś, ale w potwierdzeniu lokacji z dnia 11 listopada 1511 roku margrabia brandenburski Albrecht potwierdził, że już w roku 1475 Paweł z Kleszczewa nabył tu prawo do 1/2 służby zbrojnej, co się wiązało z nadaniem ziemi (przywilej otrzymany od komtura z Pokarmina). Tak więc wieś istniała już wcześniej. Być może na skutek wojen podupadła. Nazwa "Bartki" wywodzi się od imienia, prawdopodobnie imienia zasadźcy (odimienne nazwy w okolicy to Jaśki, Lenarty, Urbanki). W dokumentach z 1800 wieś wzmiankowana jako wieś na prawie chełmińskim z wolnymi chłopami. W 1800 r. Bartki należały do parafii w Gąskach.
W roku 1938 wieś zamieszkiwana była przez 55 mieszkańców. Jakość ziemi musiała być duża, gdyż w tym czasie wartość hektara ziemi wyceniono w Bartkach na 690 marek, co był najwyższą ceną pośród wszystkich innych wsi powiatu.  W roku 1939 Bartki zamieszkane były przez 55 osób.
W latach 1975–1998 miejscowość administracyjnie należała do województwa suwalskiego.
Obecnie w miejscowości nie ma zabudowy. W miejscu osady śródpolne zakrzaczania, nie widać śladów budynków.